# Кіпанга
Футбольний клуб Кіпанга або просто Кіпанга (англ. Kipanga Football Club) — професіональний танзанійський та занзібарський футбольний клуб з однойменного міста на острові Занзібар.

## Історія
Заснований в місті Кіпанга на острові Занзібар, клуб завжди перебував в тіні свого іменитішого сусіда, КМКМ, який демонстрував кращі результати та мав більше трофеїв. Найбільшим в історії успіхом «Кіпанги» стала перемога в занзібарській Прем'єр-лізі сезону 1999/2000.
На міжнародному рівні команда взяла участь в одному континентальному турнірі, Кубку Конфедерації КАФ 2005 року, де за сумою двох матчів поступилася в попередньому раунді турніру, де поступився угандійському КСК.

## Досягнення
- Прем'єр-ліга Занзібару
  -  Чемпіон (1): 1999/00

## Статистика виступів
| Сезон | Турнір                 | Раунд      | Клуб | Вдома | На виїзді | Загалом |
| ----- | ---------------------- | ---------- | ---- | ----- | --------- | ------- |
| 2005  | Кубок конфедерації КАФ | Попередній | КСК  | 1-1   | 0-1       | 1-2     |